# جائزة الشارقة لأفضل أطروحة دكتوراه في العلوم الإدارية في الوطن العربي
جائزة الشارقة لأفضل أطروحة دكتوراه في العلوم الإدارية في الوطن العربي هي جائزة تأسست في عام 2001 بناءً علي المرسوم رقم 5 لسنة 2001 لتنمية المعرفة النظرية والتطبيقية عن الإدارة والتنمية الإدارية في الوطن العربي فيما يتعلق بفئة الباحثين العلميين في مجال العلوم الإدارية. وتتعاون في هذا الجهد كل من حكومة الشارقة وجامعة الشارقة والمنظمة العربية للتنمية الإدارية، حيث يُعلن عن فتح باب المنافسة سنوياً وذلك منذ العام 2002 وحتى الآن.

## أهداف الجائزة
تهدف الجائزة إلى:
- تشجيع الدراسات الميدانية والتطبيقية المقارنة في الإدارة العربية التي تتعامل مع مشكلات بيئية واقعية.
- توجيه الدراسات نحو خدمة الاحتياجات القومية للتنمية الإدارية والتنمية المستدامة.
- دعم الدراسات الإدارية والتطبيقية وزيادة الوعي بها مؤسسيا وجماهيريا.
- نشر الدراسات الإدارية بهدف تعميمها وتبني نتائجها وتوصياتها.
- تشجيع الباحثين على بناء نماذج ورصد تجارب إدارية عربية بغرض الوصول إلى اطر ومعالم للإدارة العربية.

## الأطروحات المستهدفة
تغطي الأطروحات المستهدفة:
- الدراسات الإدارية ذات الأهمية في الإدارة والتي تخدم الأهداف التنموية والاستراتيجية.
- الدراسات الإدارية التقويمية والمقارنة في الإدارة التي ترصد وتحلل وتقيم التجارب الإدارية العربية.
- الدراسات التي تخدم برامج الإبداع والتجديد في الإدارة بهدف الارتقاء بمستوى الأداء والخدمة.
- الدراسات الإدارية المميزة ذات التأثير الواضح في دفع عمليات التنمية الاقتصادية والاجتماعية والثقافية المستدامة وتحسين نوعيه حياة الأفراد في المجتمع.
- الدراسات الرائدة في مجال التنمية الإدارية والتطوير في القطاع الحكومي والأهلي.

## موعد منح الجائزة
وتمنح الجائزة للفائز سنوياً بحضور صاحب السمو الشيخ سلطان القاسمي والذي يتفضل بتسليم الفائز الجائزة المالية والتي تبلغ 10,000$ دولار أمريكي، بالإضافة على شهادة ودرع بهذه المناسبة.

## مجالات الجائزة
تُمنح الجائزة لأفضل الأطروحات التي تعد في الإدارة العامة وإدارة الأعمال:(الإدارة - التسويق - التمويل -نظم المعلومات الإدارية- المحاسبة).

## المفاضلة والاختيار
- تُعرض جميع التقارير التي تلتزم بالمعايير على لجنة من الخبراء للدراسة، والفرز، والترتيب لرفعها إلى لجنة التحكيم.
- تتم عملية التحكيم بشكل سري دون معرفة اسم صاحب الأطروحة، وتقوم لجنة التحكيم بمراجعة الأعمال المرشحة، وتقييمها، واختيار الفائز بالجائزة، ورفع تقرير بذلك للأمانة العامة.
- يتم إخطار الفائز بالجائزة لاستلامها في حفل مخصص لذلك بدولة الإمارات العربية المتحدة، وبحضور صاحب السمو الشيخ الدكتور/ سلطان بن محمد القاسمي عضو المجلس الأعلى حاكم الشارقة.[5]

## شروط القبول
الشروط الواجب توفرها في أفضل أطروحة دكتوراه في العلوم الإدارية بالوطن العربي لقبول ترشيحها للجائزة هي:
- أن تكون الجامعة المانحة لدرجة الدكتوراه من الجامعات المعترف بها بشكل عام وفي مجال التخصص.
- أن تكون فكرة الأطروحة رائده وأصيلة ولم يسبق أن تناولها شخص آخر بالبحث لنيل درجه علمية.
- أن تكون الأطروحة قائمة على منهج علمي سليم ودراسة ميدانية تطبيقية.
- أن تكون نتائج وتوصيات الأطروحة ذات فائدة عند تطبيقها بالمنظمات العربية.
- أن يكون مجتمع البحث في واحدة من الدول العربية.
- أن تكون نتائج الأطروحة مقنعة وذات مردود إيجابي في تحسين مستوى الأداء والنفع العام والخاص.
- أن تكون الأطروحة مكتوبة باللغة العربية أو الإنجليزية على أن يقدم ملخص وافٍ وتفصيلي باللغة العربية وبصياغة سليمة وواضحة وفقًا للإطار المرفق.

## الهيكل التنظيمي للجائزة
الجهاز القائم على الجائزة يتكون من:
- مجلس الجائزة.
- لجنة التحكيم.
- أمانة اللجنة الفنية: المنظمة العربية للتنمية الإدارية.

## وصلات خارجية
- موقع جامعة الشارقة، الأخبار، 23 فبراير 2011.
- شبكة ضياء للمؤتمرات والدراسات، جوائز، 12 يونيو 2011.
- أخبار الجامعات المصرية، الخميس 12 مايو 2011.
- إعلان الفائز بجائزة الشارقة لأفضل أطروحة دكتوراه في العلوم الإدارية 31-12-2008
- سمو حاكم الشارقة يكرم الفائزة بجائزة الشارقة لأفضل أطروحة دكتوراه في العلوم الإدارية في الوطن العربي 25-3-2009
- إعلان الفائز بجائزة الشارقة لأفضل أطروحة دكتوراه في العلوم الإدارية 2010-1-24
- صاحب السمو الشيخ الدكتور سلطان القاسمي يكرم الفائز بجائزة أفضل أطروحة دكتوراه في العلوم الإدارية 2010-3-7
- الإعلان عن الفائز بجائزة الشارقة لأفضل أطروحة دكتوراه عربية 23-2-2011
- سمو الشيخ سلطان القاسمي يكرم الفائزين بأفضل أطروحة دكتوراه عربية في العلوم الإدارية 4-4-2011

## وصلات داخلية
- جامعة الدول العربية
- المنظمة العربية للتنمية الإدارية: منظمة متخصصة منبثقة عن جامعة الدول العربية.
- جائزة المملكة العربية السعودية للإدارة البيئية
- عبد الرحيم علام: المشرف الفني على الجوائز المتخصصة في المنظمة العربية للتنمية الإدارية.